# Vaks
 Vaks  er en hundehvalp, der er hovedperson i flere tegneserier fra Walt Disney. Disse serier er et spin-off til den gamle lange tegnefilm Lady og Vagabonden, der slutter med at de to titelpersoner får fire hvalpe, tre hunhvalpe, der ligner Lady, og en hanhvalp, der ligner Vagabonden. Den sidste får i serien navnet Vaks og er den faste hovedperson, hvor Lady og Vagabonden er bipersoner som hans forældre, der nu oplever de typiske ægteskabskonflikter og problemer med børneopdragelse, og de tre søstre, som ikke har fået nogen navne. Deres mennesker er som i filmen Darling og Permand. Vaks er en glad og nysgerrig hvalp, der oplever det ene og det andet og altid slipper godt fra det.
Samtlige bipersoner fra filmen Lady og Vagabonden indgår med mellemrum i Vaks-serierne som bipersoner, bulldoggen Buller, som er lidt af en bullerbasse, den lodne hunhund Babs, den filosofiske mynde Boris, gravhunden Daks, mexikanerhunden Pedro, den nærige skottehund Scott og den gamle godmodige blodhund Trofast. De fra filmen velkendte ondskabsfulde siameserkatte dukker af og til op i en slags skurkerolle, de har fået navnet Si og Am efter albumversionen af filmens historie. Det kan også ske, at deres menneske Tante Sara dukker op.
Dette univers er, i modsætning til andre universer i Disney-serier hvor grænserne mellem dem er flydende, fuldstændig lukket. Man ser aldrig nogen fra andeuniverset eller museuniverset i en Vaks-historie, man ser heller aldrig Vaks eller nogen af hans venner dukke op i de andre universer.
Filmen fik en efterfølger på video/DVD, Lady og Vagabonden 2: Vaks på eventyr, hvor Vaks er hovedpersonen.